# Тешна (Пояна-Стампей, Сучава)
Тешна (рум. Teșna) — село у повіті Сучава в Румунії. Входить до складу комуни Пояна-Стампей.
Село розташоване на відстані 330 км на північ від Бухареста, 91 км на захід від Сучави, 131 км на північний схід від Клуж-Напоки.

## Населення
За даними перепису населення 2002 року у селі проживали 343 особи, з них 342 особи (99,7%) румунів. Усі жителі села рідною мовою назвали румунську.